# Vodárna Saloppe
Vodárna Saloppe je historické technické dílo na břehu Labe v Drážďanech. Části objektu po celou dobu existence patří mezi nejznámější drážďanské výletní restaurace. Vodárna dodává užitkovou vodu pro průmyslové závody a po rekonstrukci v letech 2014 až 2018 tvoří většinu budovy luxusní byty.

## Historie

### Restaurace
Za sedmileté války v roce 1760 během obléhání Drážďan postavili pruští vojáci v místech vodárny dřevěnou budovu polní pošty. Jako markytáni zde sloužili převozník se svou ženou a po odchodu vojsk jim stavení připadlo do vlastnictví. Živnost zásobování armády nahradili provozem krčmy. V době napoleonských válek v období před bitvou u Drážďan v roce 1813 byl pravý břeh Labe obsazen ruskými vojáky, kteří pro budovu používali výraz „халупа-chalupa“. Postupné komolení slovanského slova dalo vzniknout slovu Saloppe. Jméno se do širšího povědomí dostalo především jako oblíbený hostinec. V roce 1864 koupilo pozemek město Drážďany, aby na něm postavilo vodárnu. Po dokončení vodárny byl za provozní budovou vybudován prostorný restaurační komplex s rozhlednou a zahradní terasou. Vznikla tak jedna z nejoblíbenějších a největších restaurací v Drážďanech, která nepřetržitě fungovala až do bombardování Drážďan v roce 1945. Pohostinský provoz byl obnoven v roce 1952 a vyvinul se v rezidenční restauraci a kulturní centrum s různými tanečními akcemi a letními festivaly.

### Vodárna

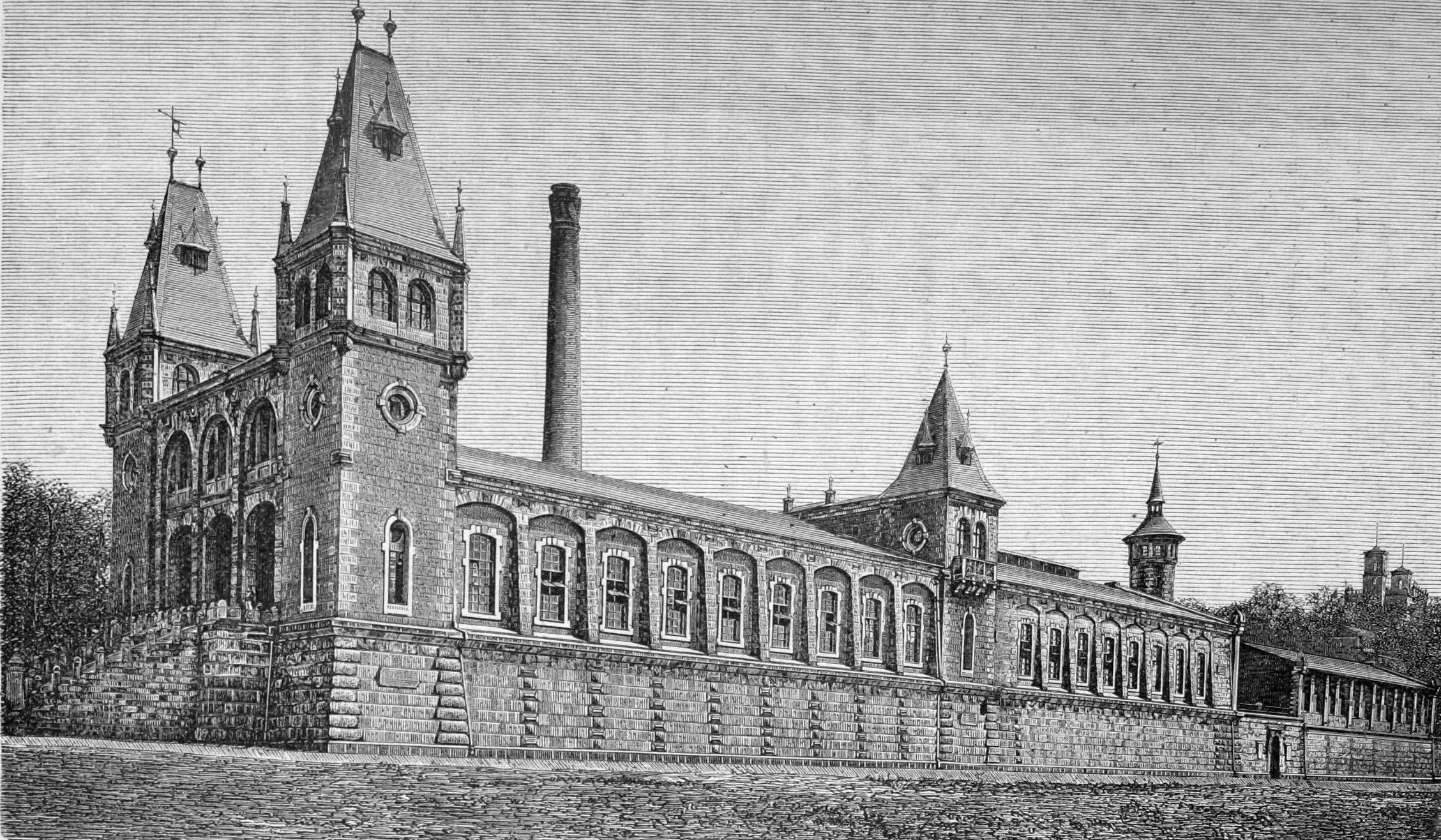
Vodárna s restaurací v roce 1878

V 15. století vybudovali Augustiniáni rybník pro záchyt pramenné vody v pravobřežním polesí, zvaném Drážďanské vřesoviště. Vody, zadržovaná nejdříve pro potřeby kláštera byly časem odváděny i k pravému břehu Labe pro zásobování kasáren. V průběhu staletí se systém svodu vod z Drážďanského vřesoviště nadále vyvíjel pro potřeby zásobování pravobřežních oblastí města až do hodnoty spotřeby 500 m3 denně. Na levém břehu se zdrojem vody staly studny na Labských loukách i levobřežní přítoky Weisseritz a Kaitzbach. V důsledku průmyslového rozvoje i nárůstu počtu obyvatel přestal v polovině 19. století dosavadní systém postačovat. Bylo třeba zavést výrobu pitné vody moderním a výkonným způsobem a pozornost se definitivně obrátila na labský filtrát. Na jaře 1872 začaly práce na sběrném systému, první čerpání započalo 11. března 1875. Voda byla parními čerpadly čerpána na svah v Drážďanském vřesovišti, kde byla 60 m nad hladinou Labe navázána na stávající trať augustiniánského původu. Na konci roku 1875 bylo již připojeno 4 000 z 6 000 nemovitostí a maximální dodávka pitné vody přesáhla 14 000 m3 denně.
Ve 20. letech byla vodárna elektrifikována. Bombardování 2. března 1945 zničilo obě věže průčelí stavby a celou východní polovinu objektu. 146 kráterů po bombách zcela zničilo průsakový systém. Válečné škody byly napraveny až v roce 1949. Vlivem znečištění Labe však začalo docházet ke kolizím s normami NDR i normami německými na požadavky na pitnou vodu a na zajištění města se začaly podílet dodávky z Krušnohoří. K plánovaným změnám technologií v úpravně tak již nedošlo. Poslední kubík pitné vody byl dodán na jaře 1993, od roku 1995 vodárna dodává užitkovou vodu pro potřeby severovýchodních oblastí Drážďan.  

## Novodobá rekonstrukce
K významné rekonstrukci objektu došlo v letech 2014 až 2018. Budova vodárny byla dostavěna v celém rozsahu předválečného stavu. Součástí většiny prostor se staly 34 byty o průměrné ceně 4 800 eur na metr čtvereční. Jedním z majitelů se stal i bývaly ministerský předseda Saska Kurt Biedenkopf.

Ve své původní podobě stojí jako originální a solitérní stavba na Labské louce v sousedství zámku Albrechtsberg. Často bývá označována jako čtvrtý Labský zámek. 

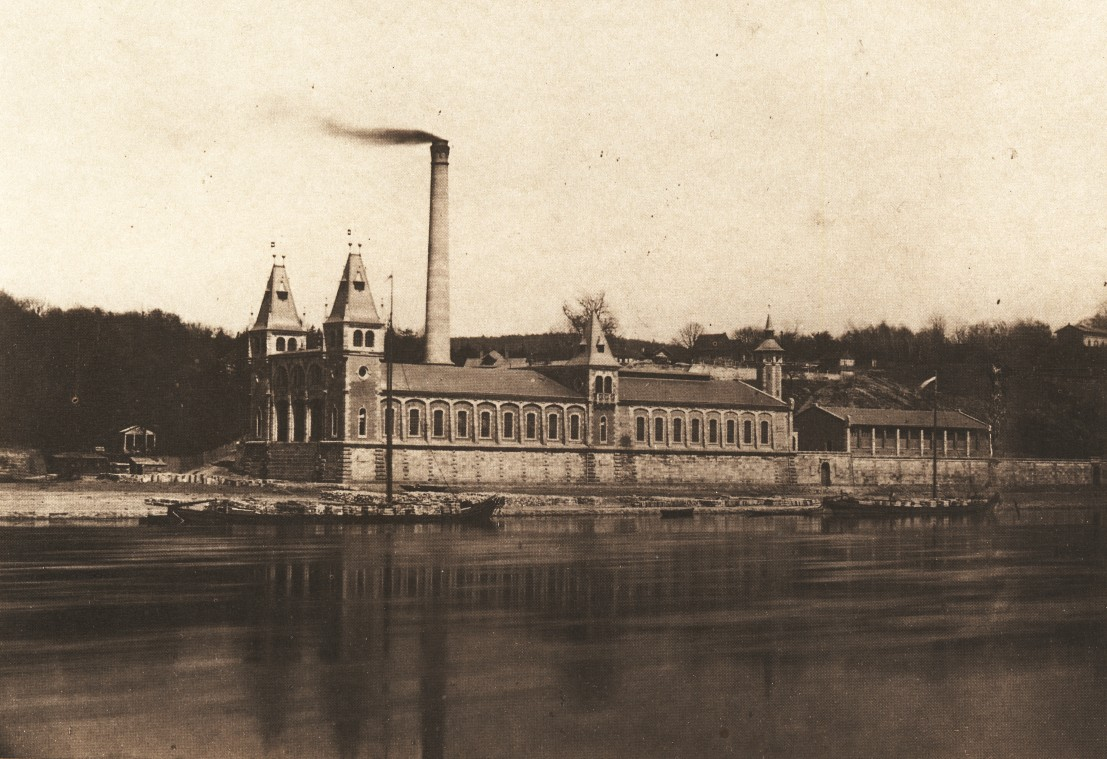
Fotografie novostavby (1875)
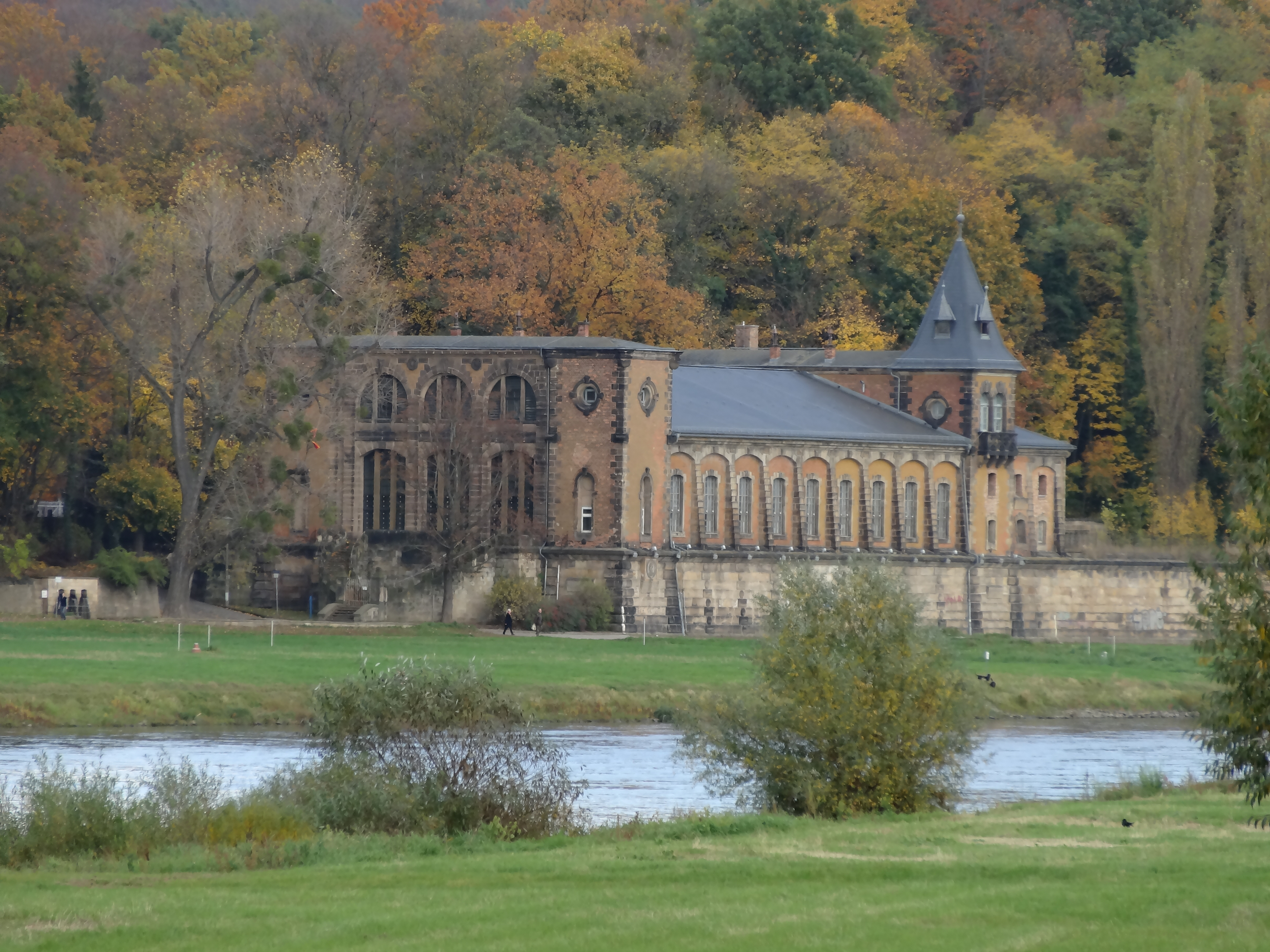
Standardní pohled před rekonstrukcí (2013)
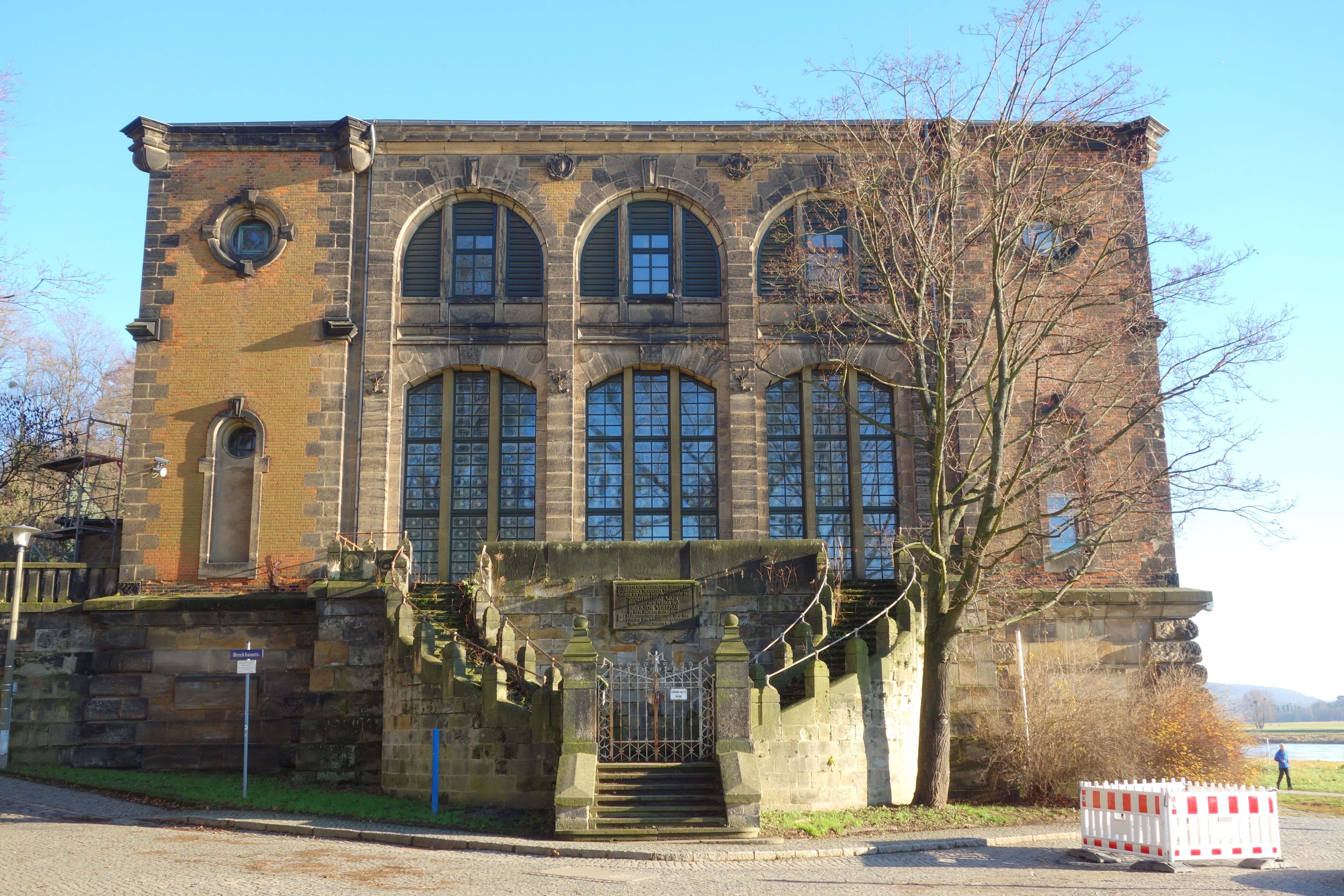
Průčelí bez věží (2013)
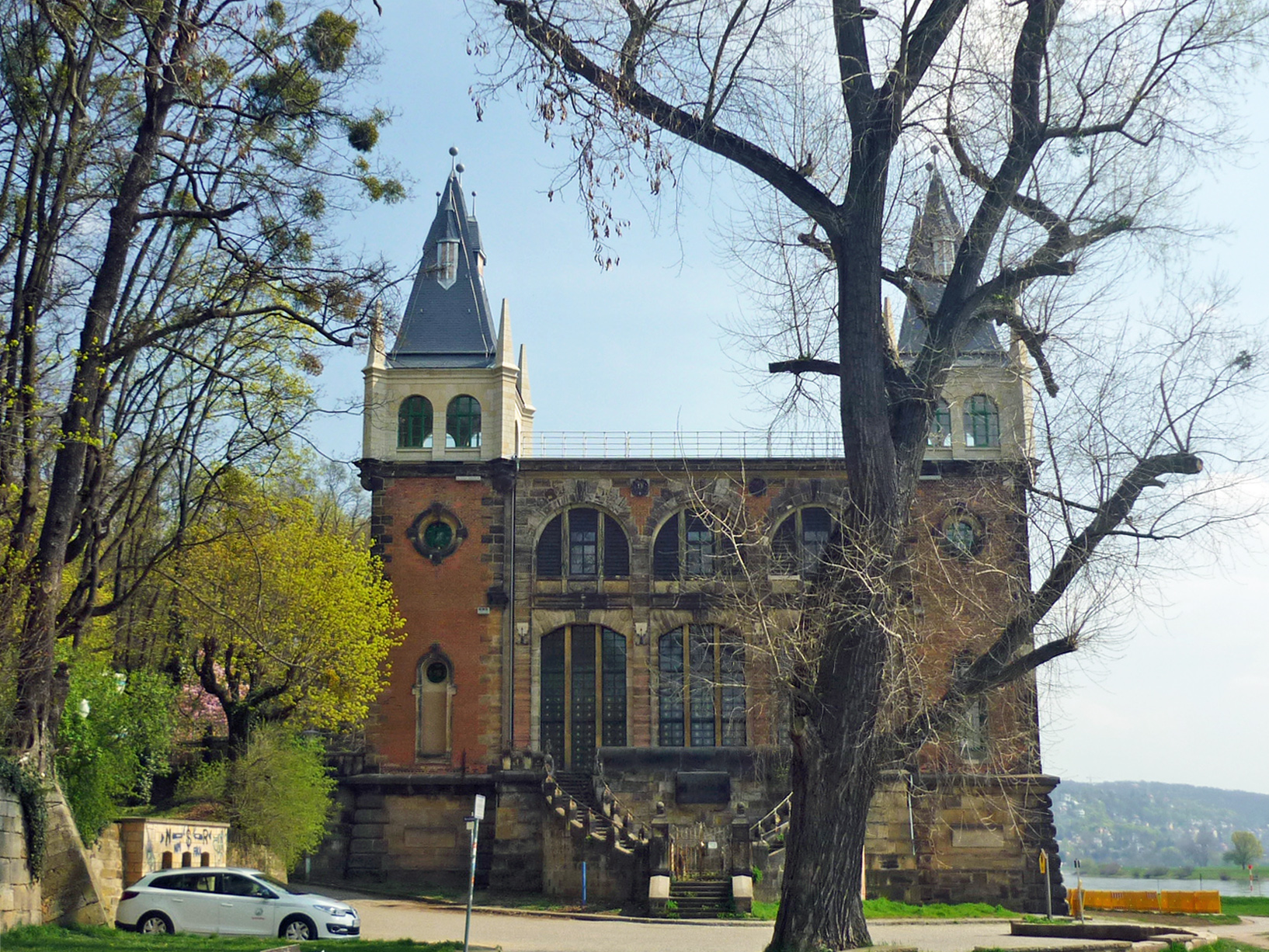
Průčelí po rekonstrukci (2019)
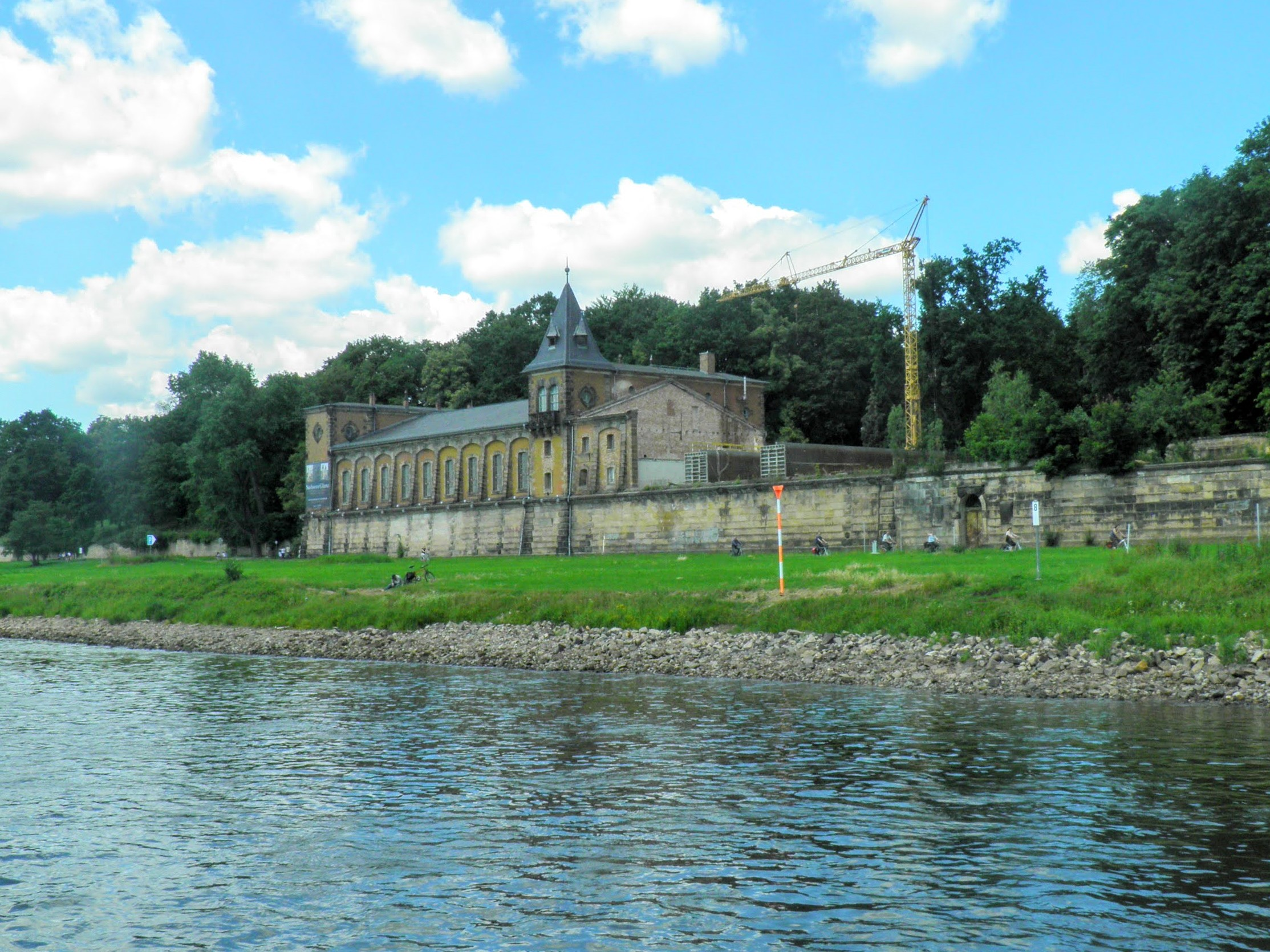
Pohled z východu na počátku prací (2015)
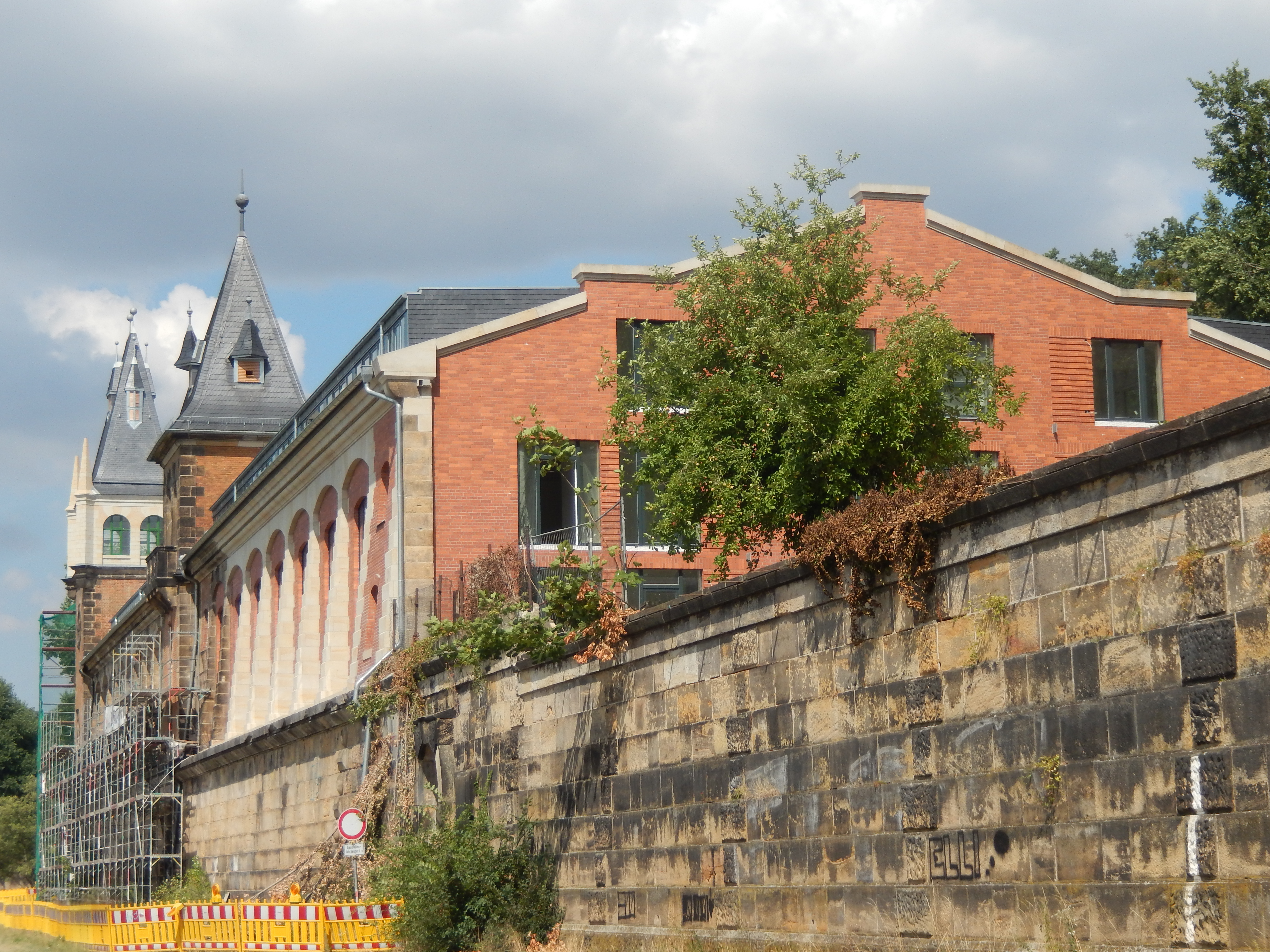
Pohled z východu v závěru prací (2018)